# Charles Webb (író)
Charles Richard Webb (San Francisco, Kalifornia, 1939. június 9. – Eastbourne, Anglia, 2020. június 16.) amerikai író.
Az 1963-ban megjelent The Graduate regénye alapján készült a Diploma előtt című film, amely 1967-ben került bemutatásra Dustin Hoffman főszereplésével.

## Művei
Regényei
- The Graduate (1963)
  - A nagykorú; ford. Rusznyák Márta; Európa, Bp., 1971
- Love, Roger (1969)
- The Marriage of a Young Stockbroker (1970)
- Orphans and Other Children (1973)
- The Abolitionist of Clark Gable Place (1976)
- Elsinor (1977)
- Booze (1979)
- New Cardiff (2002)
- Home School (2007)

Filmek
- Diploma előtt (The Graduate) (1967, a hasonló című regénye alapján)
- The Marriage of a Young Stockbroker (1971, a hasonló című regénye alapján)
- Nő előttem, nő utánam (Hope Springs) (2003, a New Cardiff című regénye alapján)